# Поплевинское сельское поселение
Попле́винское се́льское поселе́ние — муниципальное образование в Ряжском районе Рязанской области Российской Федерации.
Административный центр — село Поплевино.

## История
Поплевинское сельское поселение образовано в 2006 году, в его состав вошли населённые пункты Кучуковского, Подвисловского и Поплевинского сельских округов.

## Население
| 2010  | 2012  | 2013  | 2014  | 2015  | 2016  | 2017  | 2018  | 2019  |
| ----- | ----- | ----- | ----- | ----- | ----- | ----- | ----- | ----- |
| 1197  | ↗1249 | ↗1318 | ↗1343 | ↗1346 | ↘1320 | ↗1328 | ↘1291 | ↘1260 |
| 2020  | 2021  |       |       |       |       |       |       |       |
| ↗1267 | ↘1205 |       |       |       |       |       |       |       |

## Состав сельского поселения
| №  | Населённый пункт | Тип населённого пункта          | Население |
| -- | ---------------- | ------------------------------- | --------- |
| 1  | Добрая Воля      | посёлок                         | 7         |
| 2  | Кучуково         | деревня                         | ↘20       |
| 3  | Лупиловка        | посёлок                         | 13        |
| 4  | Малое Самарино   | деревня                         | ↘5        |
| 5  | Осиновка         | деревня                         | 4         |
| 6  | Подвислово       | село                            | ↘331      |
| 7  | Подвислово       | посёлок железнодорожной станции | 9         |
| 8  | Поплевино        | село, административный центр    | ↘597      |
| 9  | Чернава          | деревня                         | 4         |
| 10 | Чирково          | село                            | ↘207      |

## Местное самоуправление
Главы сельского поселения
- Людмила Михайловна Захарова

Главы администрации
- до 2023 года — Анастасия Васильевна Паршикова
- с 2023 года — Кристина Романовна Голтаева